# Thorstanus Petri
Thorstanus Petri, död 7 februari 1532 i Vadstena, var en svensk kyrkoherde i Vårdsbergs församling och munk vid Vadstena kloster.

## Biografi
Thorstanus Petri blev 1521 curatus i Vårdsbergs församling, Vårdsbergs pastorat. Han blev 19 april 1525 munk vid Vadstena kloster. Den 26 januari 1529 begav hans sig tillsammans med generalkonfessorn Nils Amundi och Petrus Nicolai till ett möte i Örebro. De kom tillbaka 12 februari samma år. Petri avled 7 februari 1532 i Vadstena.